# 台北企業總部園區
台北企業總部園區是位於臺北市內湖區的5棟商辦大樓，土地是三陽工業舊廠區，由三陽工業和美孚建設合建，美孚建設、三陽工業、全球人壽投資興建，美孚營造工程承造。

## 諸元
- 範圍：於原三陽工業摩托車生產工廠位置，整體基地範圍涵蓋面積達37,151m²（建築面積／14,016m²、總樓地板面積／ 212,638m²），北鄰南京東路六段、南靠新明路。
- 5棟橢圓形辦公樓組成的廠辦園區，總樓地面積約6.4萬坪；園區內有1個1,500坪的景觀湖泊[2]。

## 大事記
- 2017年5月：星宇航空租下臺北企業總部園區六層的辦公室空間，共約4,500坪空間[3]。
- 2017年5月26日：臺北企業總部園區得到全球卓越建設獎辦公建築類銀獎[4][5]。
- 2018年4月：台塑集團為因應敦化北路總部都更搬遷需求，斥資新臺幣190億元，全數承接臺北企業總部園區三棟商辦大樓及七棟店舖餐廳棟[6]，並公告各棟與各樓層主要公司配置，其中包含台塑與南亞在A1棟、台化與台塑石化在A2棟、總管理處、河靜鋼鐵在A5棟，以及招待所在二樓等[7]。

## 獲獎紀錄
- 世界不動產聯盟─2017年「2017全球卓越建設獎─辦公大樓類」銀獎。
- 中華民國不動產協進會 / 世界不動產聯盟臺灣分會─2017年「2017國家卓越建設獎─辦公建築類」卓越獎[8]。

## 外部連結
- YouTube上的台北企業總部園區